# Psammotettix pelikani
Psammotettix pelikani är en insektsart som beskrevs av Dlabola 1965. Psammotettix pelikani ingår i släktet Psammotettix och familjen dvärgstritar. Inga underarter finns listade i Catalogue of Life.